# Sol Invictus (album de Faith No More)
Pour les articles homonymes, voir Sol Invictus.
Albums de Faith No More
Album of the Year
(1997)
Sol Invictus est le septième album studio du groupe de rock américain Faith No More sorti le 19 mai 2015.
Fruit de la reformation du groupe ayant eu lieu en 2009 après 11 ans d'absence, il est le premier album en 18 ans (depuis Album of the Year en 1997) pour celui-ci.

## Liste des titres
| No  | Titre              | Auteurs, compositeurs       | Durée |
| --- | ------------------ | --------------------------- | ----- |
| 1.  | Sol Invictus       | Billy Gould, Mike Patton    | 2:37  |
| 2.  | Superhero          | Mike Bordin, Gould, Patton  | 5:15  |
| 3.  | Sunny Side Up      | Gould, Patton               | 2:59  |
| 4.  | Separation Anxiety | Bordin, Gould, Patton       | 3:44  |
| 5.  | Cone of Shame      | Gould, Patton               | 4:40  |
| 6.  | Rise of the Fall   | Roddy Bottum, Gould, Patton | 4:09  |
| 7.  | Black Friday       | Bordin, Gould, Patton       | 3:19  |
| 8.  | Motherfucker       | Bottum, Patton              | 3:33  |
| 9.  | Matador            | Gould, Patton               | 6:09  |
| 10. | From the Dead      | Gould, Patton               | 3:06  |

| 11. | Superhero Battaglia (Alexander Hacke remix) | Bordin, Gould, Patton | 5:19 |

## Musiciens
- Mike Bordin - batterie
- Roddy Bottum - claviers
- Bill Gould - basse
- Jon Hudson - guitare
- Mike Patton - chant

## Classements hebdomadaires
| Classement (2015)                  | Meilleure position |
| ---------------------------------- | ------------------ |
| Allemagne (Media Control AG)       | 4                  |
| Australie (ARIA)                   | 2                  |
| Autriche (Ö3 Austria Top 40)       | 7                  |
| Belgique (Flandre Ultratop)        | 4                  |
| Belgique (Wallonie Ultratop)       | 12                 |
| Canada (Billboard Canadian Albums) | 9                  |
| Danemark (Tracklisten)             | 6                  |
| Espagne (Promusicae)               | 23                 |
| États-Unis (Billboard 200)         | 15                 |
| Finlande (Suomen virallinen lista) | 1                  |
| France (SNEP)                      | 12                 |
| Italie (FIMI)                      | 20                 |
| Norvège (VG-lista)                 | 2                  |
| Nouvelle-Zélande (RIANZ)           | 6                  |
| Pays-Bas (Mega Album Top 100)      | 7                  |
| Portugal (AFP)                     | 6                  |
| Royaume-Uni (UK Albums Chart)      | 6                  |
| Royaume-Uni (Rock & Metal Albums)  | 1                  |
| Suède (Sverigetopplistan)          | 27                 |
| Suisse (Schweizer Hitparade)       | 3                  |